# Château de Salses
Château de Salses este o arie protejată (sit de importanță comunitară — SCI) din Franța întinsă pe o suprafață de 3 ha, integral pe uscat.

## Localizare
Centrul sitului Château de Salses este situat la coordonatele 42°50′23″N 2°55′07″E / 42.83972°N 2.91861°E.

## Înființare
Situl Château de Salses a fost declarat arie specială de conservare în baza directivei 92/43 din 1992 referitoare la conservarea habitatelor naturale și a faunei și florei sălbatice pentru a proteja 8 specii de animale.

## Biodiversitate
Situată în ecoregiunea mediteraneană, aria protejată nu include niciun habitat protejat.
La baza desemnării sitului se află mai multe specii protejate de  mamifere (8): liliac cu aripi lungi (Miniopterus schreibersii), liliac cu urechi de șoarece (Myotis blythii), liliac cu picioare lungi (Myotis capaccinii), liliac cărămiziu (Myotis emarginatus), liliac comun (Myotis myotis), liliacul mediteranean cu potcoavă (Rhinolophus euryale), liliacul mare cu potcoavă (Rhinolophus ferrumequinum), liliacul mic cu potcoavă (Rhinolophus hipposideros)